# Републикански път III-2904
Републикански път IIІ-2904 е третокласен път, част от Републиканската пътна мрежа на България, преминаващ изцяло по територията на Добричка област. Дължината му е 38 km.
Пътят се отклонява надясно при 77,1 km на Републикански път II-29 в центъра на село Кардам и се насочва на изток по Добруджанското плато, успоредно на границата ни с Румъния. Минава последователно през селата Чернооково, Спасово, Бежаново, Захари Стояново, Стаевци и Дуранкулак и в югоизточната част на последното се свързва с Републикански път I-9 при неговия 6,1 km.
| Пътища, отклоняващи се надясно (населено място, № на пътя, посока на пътя) | km   | Пътища, отклоняващи се наляво (посока на пътя, № на пътя, населено място) |
| -------------------------------------------------------------------------- | ---- | ------------------------------------------------------------------------- |
| Община Генерал Тошево II-29, 77,1 km, с. Кардам →                          | 0,0  | → с. Кардам, 77,1 km, II-29, Община Генерал Тошево                        |
| с. Чернооково                                                              | 6,5  | с. Чернооково                                                             |
|                                                                            | 11,8 | → общински път (за с. Рогозина)                                           |
| (от с. Вранино) III-2963, 21,2 km, с. Спасово →                            | 17,9 | с. Спасово                                                                |
| с. Спасово                                                                 | 18,6 | → с. Спасово, общински път (за с. Вичово)                                 |
| (за с. Александър Стамболийски) общински път ←                             | 22,1 |                                                                           |
| с. Бежаново                                                                | 25,3 | с. Бежаново                                                               |
| Община Шабла                                                               | 28,9 | Община Шабла                                                              |
| (за с. Черноморци) общински път, с. Захари Стояново ←                      | 31,6 | с. Захари Стояново                                                        |
| с. Стаевци                                                                 | 34,9 | с. Стаевци                                                                |
| с. Дуранкулак                                                              | 37,1 | → с. Дуранкулак, общински път (за с. Граничар)                            |
| (до ГКПП Малко Търново) I-9, 6,1 km, с. Дуранкулак ←                       | 38,0 | ← с. Дуранкулак, 6,1 km, I-9 (от ГКПП Дуранкулак)                         |